# メチルウンベリリフェリル酢酸デアセチラーゼ
メチルウンベリリフェリル酢酸デアセチラーゼ(Methylumbelliferyl-acetate deacetylase、EC 3.1.1.56)は、以下の化学反応を触媒する酵素である。
4-メチルウンベリリフェリル酢酸 + 水{\displaystyle \rightleftharpoons }ヒメクロモン + 酢酸塩
従って、基質は4-メチルウンベリリフェリル酢酸と水の2つ、生成物はヒメクロモンと酢酸塩の2つである。
この酵素は加水分解酵素に分類され、特にエステル結合に作用する。系統名は、4-メチルウンベリリフェリル酢酸 アシルヒドロラーゼ(4-methylumbelliferyl-acetate acylhydrolase)である。エステラーゼD(esterase D)と呼ばれることもある。